# سنور صدئ الرقط
سنور صَدئ الرُقط؛ والذي يُعرف أيضاً بالقِطط المُرقطة بالصدأ أو القِطط ذو البُقع الصدأ أو قِطط الصدأ (الاسم العلمي:Prionailurus rubiginosus) هي واحدة من أصغر أفراد فصيلة السنوريات وأصغر القطط البرية في العالم، لا تُعرف سجلاتها التاريخية إلا من الهند وسريلانكا. في عام 2012، تم تسجيلها في سهل تيراي الغربي في نيبال. ومنذ عام 2016، تم إدراجها في القائمة الحمراء للأنواع المُهددة بالإنقراض، لأنها مُنتشرة قي مناطق مُتفرقة، وتتأثر بفقدان وتدمير الموائل الرئيسية في الغابات النَفضِية المُعتدلة.

## التصنيف
كان الأسم العلمي السابق لهذه القطط هو (Felis rubiginosa) وهو الذي استخدمه العالم الحيوان الفرنسي إيزيدور جوفروا سانت هيلير عام 1831 لعينة القطط المُرقطة بالصدأ في بونديشيري داخل الهند.  طُرح الأسم Prionailurus (القط الآسيوي) بواسطة نيكولاي سيفرتسوف عام 1858 كأسماً عام .  ثم اُقترحَ الأسم العلمي Prionailurus rubiginosus phillipsi من قبل العالم البريطاني ريجنالد إنس بوكوك عام 1939، حيث وصف عينةً منها في المقاطعة الوسطى لسريلانكا وكانت خاضعةً أيضا لجنس القط الآسيوي (Prionailurus) . 

### علم تطور السلالات
أظهر التحليل الوراثي للحمض النووي لهذه القطط في عينات الأنسجة من جميع أنواع السنوريات، وأن التشعب التطوري بدأ في قارة آسيا بالعصر الميوسيني، أي منذ حوالي 14.45  إلى 8.38  مليون سنة مضت2 .   و يشير تحليل الحمض النووي للدنا ميتوكوندريا لجميع أنواع السنوريات إلى وجود تشعب منذ حوالي 16.76  إلى 6.46  مليون سنة مضت2 . 
تشير التقديرات إلى أن أنواع جنس القط الآسيوي (Prionailurus) كان لها سلفاً مشترك منذ 8.16  إلى 4.53  مليون سنة مضت2 ،  و 8.76  إلى 0.73  مليون سنة مضت2 .  من المحتمل أن يكون القط ذو البُقع الصدأ قد تباعد وراثيًا عن هذا السلف بين فترة 6.54  إلى 3.42  مليون سنة مضت2 . ويتفق كلا النموذجين على أن القط الصدأ كان أول قطة متباعدة من هذه السلالة ، يليها القط ذات الرأس المُسطح ( P. planiceps ) وقط السماك ( P. viverrinus ). كما يوضح مُخطط النسل التالي علاقات النشوء والتطور للقطط الصدأ كما تم اشتقاقها من خلال تحليل الحمض النووي النووي: 

## مميزات

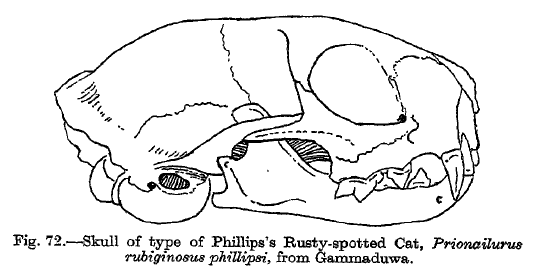
رسم توضيحي لجمجمة

القط الصدأ له فروً قصير رمادي ضارب إلى الحمرة على معظم الجسم مع وجود بقع صدئة على الظهر والجوانب. وتوجد أربعة خطوط سوداء فوق العينين ، ويمتد اثنان منها على الرقبة. هناك ستة خطوط داكنة على كل جانب من الرأس ، تمتد على الخدين والجبهة. الذقن والحلق والجانب الداخلي من الأطراف والبطن أبيض اللون مع بقع بنية صغيرة. وله شريط صدئ على الصدر.كما أن الكفوف والذيل رماديان متماثلان. 
سنور صدئ الرقط، هو أصغر القطط البرية في آسيا وتنافس قطط ذات الأرجل السوداء باعتباره أصغر قط بري في العالم. حيث يصل طوله 35 إلى 48 سنتيمتر (14 إلى 19 بوصة) وبطول 15 إلى 30 سنتيمتر (5.9 إلى 11.8 بوصة) مع الذيل ، ويزن فقط 0.9 إلى 1.6 كيلوغرام (2.0 إلى 3.5 رطل) . حيث يبلغ طول الذيل الكثيف نصف طول الجسم. 

## توزيع والسكن

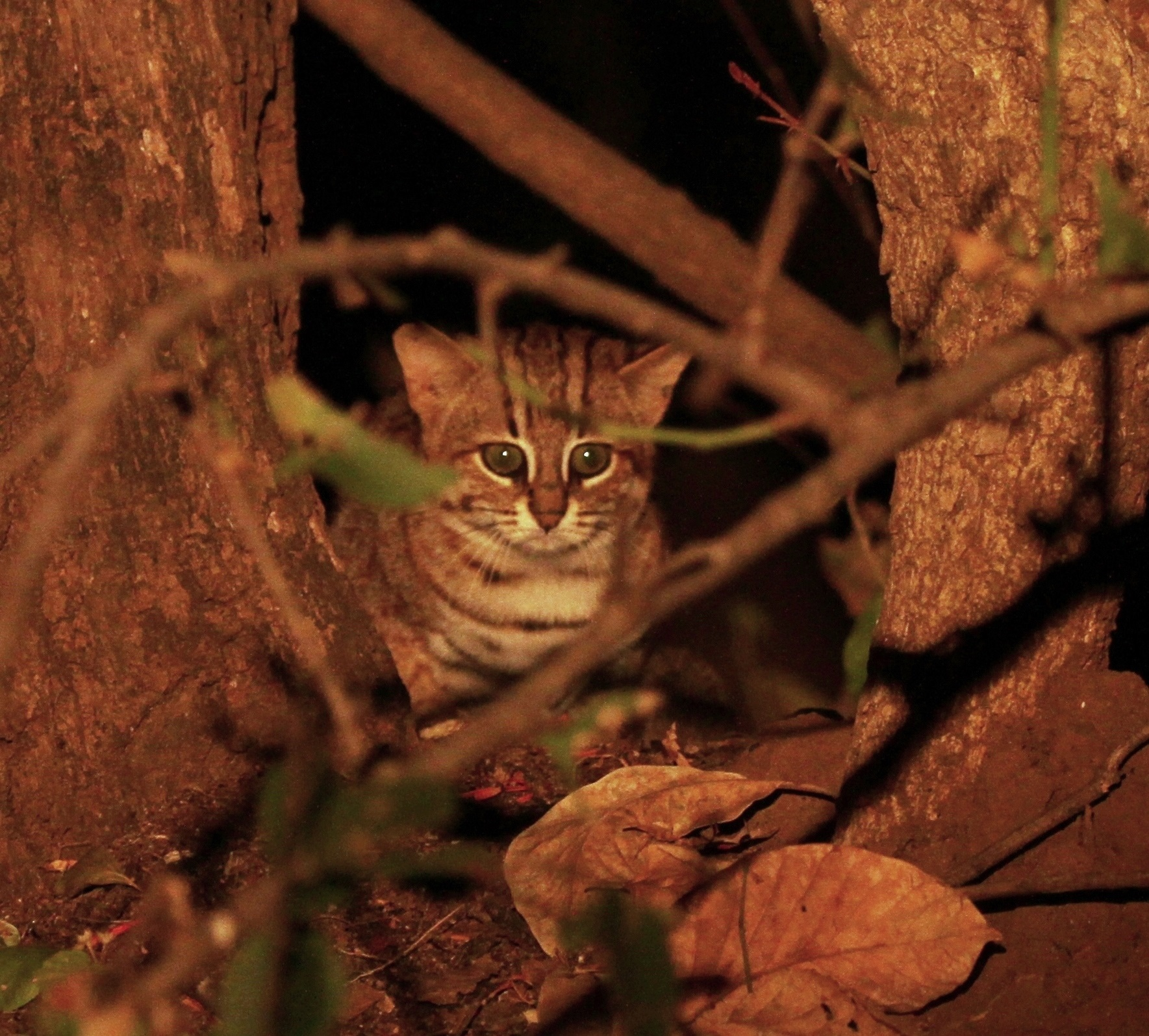
قطة الصدأ في بيئتها الطبيعية

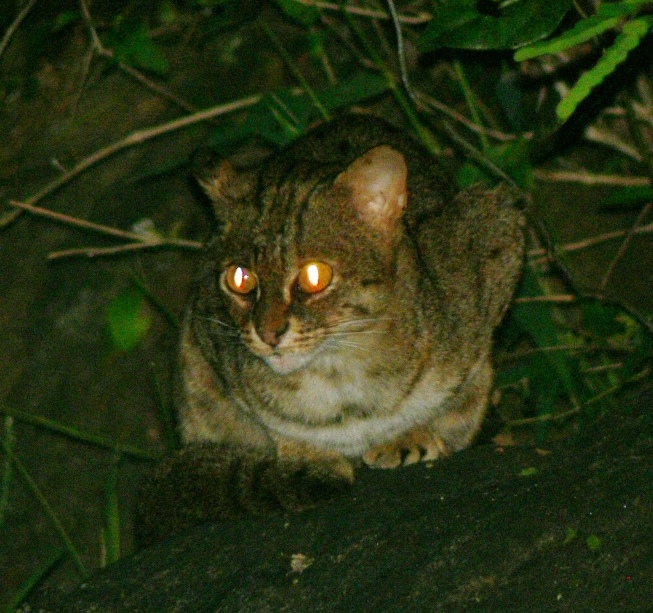
قطة ذات بُقع الصدأ ، تم تصويرها في تلال أنايمالاي جنوب الهند

توزيع القط الصدأ مُقيد نسبيًا. حيث يظهر بشكل رئيسي في الغابات النفضية الرطبة والجافة وكذلك الأراضي العشبية ، ولكن من المحتمل أن يكون غائبًا عن الغابات دائمة الخضرة .  تفضل النباتات الكثيفة والمناطق الصخرية.  
في الهند ، كان يُعتقد منذ فترة طويلة أنها محصورة في الجنوب ، لكن السجلات أثبتت أنها موجودة في معظم أنحاء البلاد.  لوحظ في منتزه غير الوطنية بشرق كجرات ، في محمية تادوبا أنداري للنمور في ولاية ماهاراشترا وعلى طول شرق جبال الغات الشرقية في الهند.      كشفت مصيدة الكاميرا عن وجودها في محمية Pilibhit Tiger في تيراي الهندية وفي محمية نغزيرا للحياة البرية في ولاية ماهاراشترا.   في غرب ولاية ماهاراشترا ، هناك مجموعة متكاثرة من القطط الصدئة المرقطة في منطقة زراعية يهيمن عليها الإنسان ، حيث تكون كثافة القوارض عالية.  في ديسمبر 2014 وفي أبريل 2015 ، تم تصويره بواسطة مصائد الكاميرات في حديقة كاليسار الوطنية ، هاريانا .  تم اكتشافه أيضًا باستخدام مصائد الكاميرات في قسم غابة ميرزابور في ولاية أوتار براديش في عام 2018.   
في مارس 2012 ، تم تصوير قطة صدئة في حديقة بارديا الوطنية لأول مرة ، وفي مارس 2016 أيضًا في حديقة شوكلافانتا الوطنية ، وكلاهما في نيبال.  
في سريلانكا ، هناك عدد قليل من السجلات من الغابات المطيرة الجبلية والمنخفضة. هناك مجموعتان متميزتان ، أحدهما في المنطقة الجافة والآخر في المنطقة الرطبة.  في عام 2016 ، تم تسجيله لأول مرة في متنزه هورتون بلينز الوطني على ارتفاعات 2,084–2,162 متر (6,837–7,093 قدم) . 

## علم البيئة والسلوك
لا يُعرف سوى القليل جدًا عن البيئة وسلوك القطط ذات النقط الصدئة في البرية. الأسيرة هي في الغالب ليلية ولكنها نشطة أيضًا لفترة وجيزة خلال النهار.  تم تسجيل معظم الحيوانات البرية أيضًا بعد حلول الظلام. في حديقة هورتون بلين الوطنية في سريلانكا ، تم تسجيلها في الغالب بين غروب الشمس وشروقها ، مع نشاط محدود خلال النهار.  شوهد العديد من الأفراد يختبئون في الأشجار والكهوف.   
تتغذى بشكل أساسي على القوارض والطيور ، ولكنها قد تصطاد أيضًا السحالي والضفادع والحشرات . يصطادون في المقام الأول على الأرض ، ويقومون بحركات سريعة ومندفعة للقبض على فرائسهم. يبدو أنهم يغامرون في الأشجار للهروب من الحيوانات المفترسة الأكبر حجمًا. يحدد كل من الإناث والذكور مناطقهم بالرائحة عن طريق رش البول . 

### التكاثر

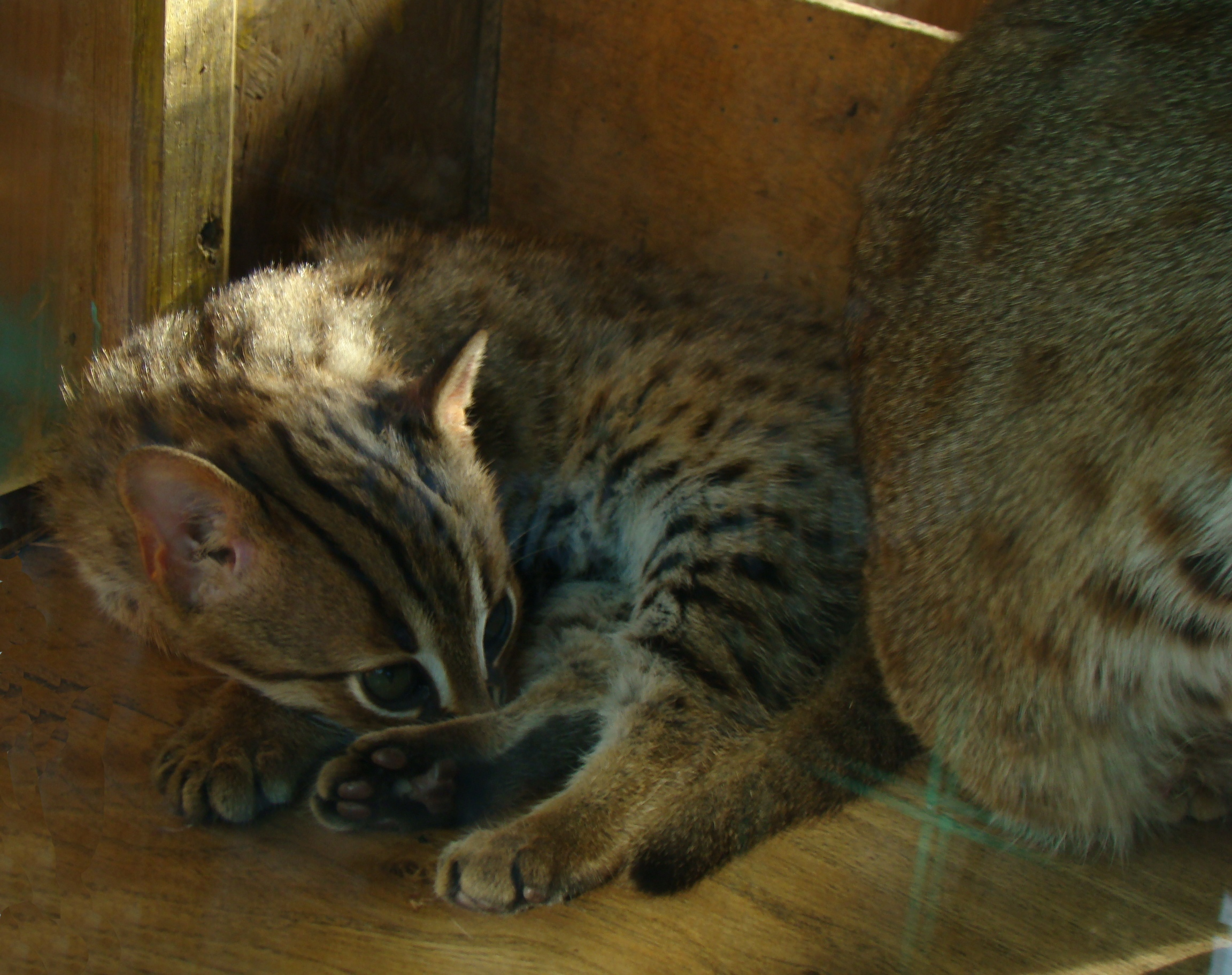
قطة صغيرة ذات بقع صدأ في حديقة الحيوان بارك دي فيلين ، فرنسا

يستمر شبق الأنثى خمسة أيام ، والتزاوج مدتهُ قصيرة بشكل غير عادي. نظرًا لإحتمال أن تكون الأنثى عُرضة للخطر خلال هذه الفترة ، فقد يكون التمويه أكثر مُلائمة لمساعدتها على تجنب الحيوانات المُفترسة الأكبر حجمًا. تقوم الأنثى بإعداد وكراً في مكان مُنعزل ، وبعد فترة حمل من 65-70 يومًا تلد قطًا صغيرًا أو قطتين. وعند الولادة ، تزن القطط 60 إلى 77 غرام (2.1 إلى 2.7 أونصة) فقط ، ويتم تمييزها بصفوف من البقع السوداء. ويصلون إلى مرحلة النضج الجنسي بعد حوالي 68 أسبوعًا ، وفي ذلك الوقت يُستبدل فرو القطط بفرو الكبار المميز للبقع الصدئة. تعيش القطط المُرقطة بالصدأ لمدة اثني عشر عامًا في الأسر ، لكن عمرها في البرية غير معروف. 

## التهديدات
يعد فقدان الموائل وانتشار الزراعة من المشاكل الخطيرة للحياة البرية في كل من الهند وسريلانكا. على الرغم من وجود العديد من السجلات للقطط الصدأ في المناطق المزروعة والمستقرة ، إلا أنه من غير المعروف إلى أي مدى تستطيع مجموعات القطط البقاء في مثل هذه المناطق. كانت هناك تقارير عرضية عن ظهور جلود قطط صدأ في التجارة.  وفي بعض المناطق ، يتم اصطيادهم للحصول على الطعام أو كآفات للماشية. 

## في الحفظ

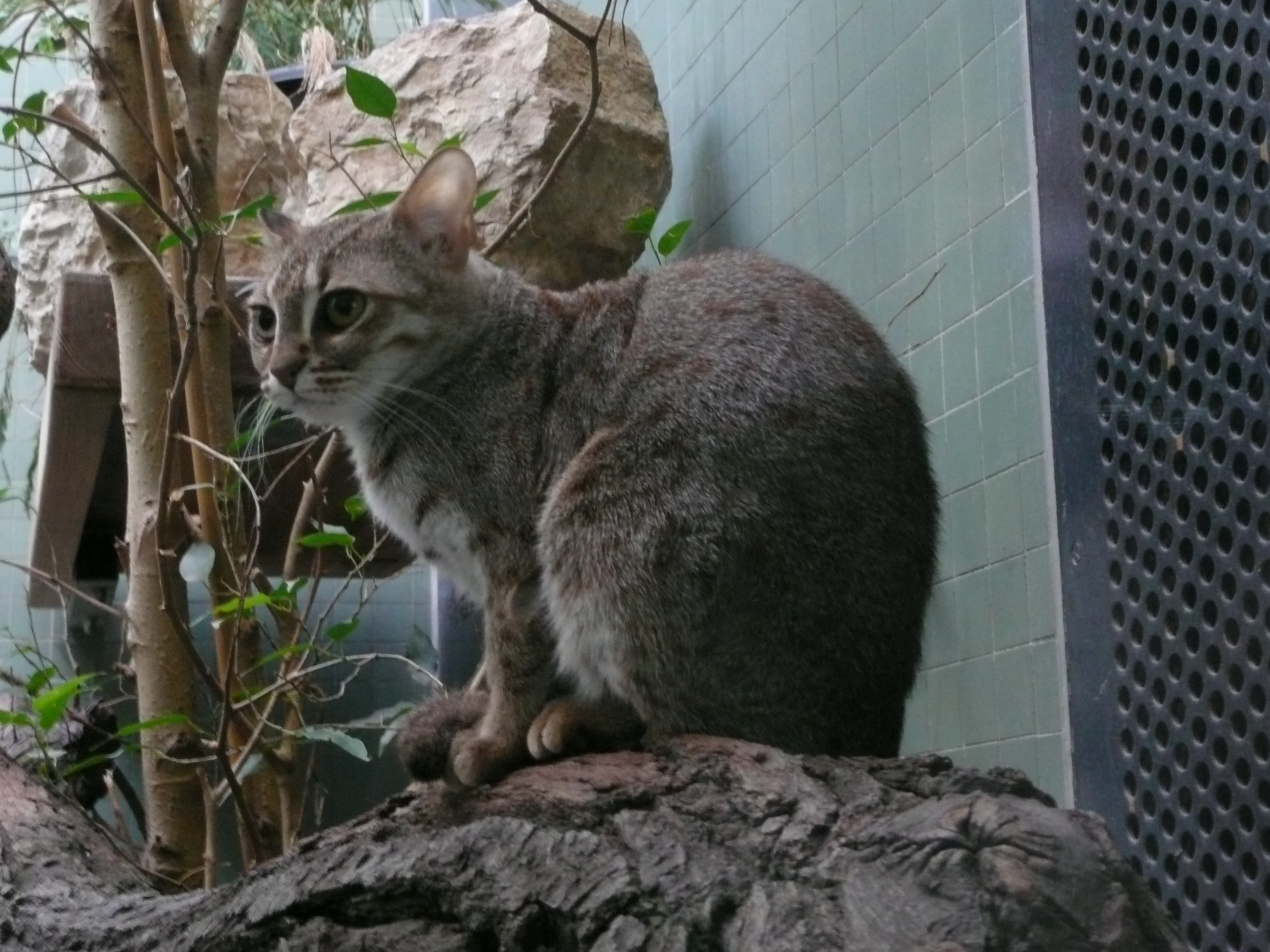
قطة مُرقطة بصدأ في حديقة حيوان برلين ، 2008

تم إدراج تواجد هذه القطط في الهند بالملحق الأول لمعاهدة التجارة العالمية لأصناف الحيوان والنبات البري المهدد بالانقراض. وتم تضمينها في الملحق الثاني لنفس المعاهدة في سيريلانكا . يعتبر هذا النوع محمي بالكامل في معظم نطاقه ، ومع حظر الصيد والتجارة في الهند وسريلانكا أيضاً. 
اعتبارًا من عام 2010 ، أصبح تعداد هذه القطط في الأسر 56 فردًا في ثماني مؤسسات ، تم الاحتفاظ بـ 11 فردًا منهم في حديقة حيوان كولومبو في سريلانكا و 45 فردًا في سبع حدائق حيوان أوروبية. 

## الأسماء المحلية
في سريلانكا ، تعرف القطة الصدأ باسم كولا ديفيا "kola diviya" أو بالال ديفايا "balal diviya". 

## روابط خارجية
- "Rusty-spotted Cat Prionailurus rubiginosus". IUCN Cat Specialist Group. مؤرشف من الأصل في 2020-11-12.
- "In a first, rusty-spotted cat sighted in Kutch". DNA India. 2013. مؤرشف من الأصل في 2013-05-09.
- "Smallest cat in world: Footage of rare animal". BBC News. 2018. مؤرشف من الأصل في 2019-12-09.